# Janet Jackson's Rhythm Nation 1814
Janet Jackson's Rhythm Nation 1814, solitamente ricordato come Rhythm Nation 1814 o più semplicemente come Rhythm Nation, è il quarto album in studio della cantautrice statunitense Janet Jackson, pubblicato il 19 settembre 1989 dalla A&M Records.
Secondo album della cantante ad essere co-prodotto dal duo Jimmy Jam & Terry Lewis, divenne il secondo album della Jackson a conquistare la posizione numero 1 della classifica statunitense Billboard 200 dopo Control. Dall'album vennero estratti 8 singoli, 7 dei quali arrivarono tra i primi 5 posti della classifica Billboard Hot 100 (stabilendo un record) e 4 dei quali raggiunsero la posizione numero 1 in tre anni diversi tra il 1989 e il 1991: Miss You Much, Escapade, Black Cat e Love Will Never Do (Without You). Il disco venne certificato con 6 dischi di platino negli Stati Uniti, risultando l'album di maggior successo del 1990 nel paese. La rivista Rolling Stone l'ha inserito al 275º posto della sua "lista dei 500 migliori album".
L'album ha ricevuto 9 nomination ai Grammy Award, facendo diventare Janet Jackson la prima artista donna ad essere nominata al premio Produttore dell'anno e vincendo un Grammy come Miglior video musicale di lunga durata per il cortometraggio Rhythm Nation 1814 Film contenente i video di Miss You Much, The Knowledge e Rhythm Nation. Ha ricevuto inoltre 5 American Music Award, 8 Billboard Music Award e 2 MTV Video Music Award tra i quali il prestigioso Video Vanguard Award.
Nel marzo 2021, l'album è stato inserito nel prestigioso National Recording Registry degli Stati Uniti venendo descritto come «tesoro audio degno di essere conservato per sempre in base alla sua importanza culturale, storica o estetica nel patrimonio sonoro registrato della Nazione». Il co-produttore dell'album, Jimmy Jam, ha ringraziato per l'onore dichiarando:
(James “Jimmy Jam” Harris III, 2021)

## Descrizione

### Antefatti
Dopo il successo riscosso dall'album Control nel 1986, la cantante fu incoraggiata ad assumere maggior controllo creativo sul suo lavoro. Secondo Billboard, la A&M Records voleva un seguito di Control. Si vociferò addirittura che la casa discografica desiderasse un disco dal titolo Scandal, incentrato sulla vita privata e sulla famiglia della Jackson. Jimmy Jam negò quest'ultima tesi, ma confermò che l'etichetta chiedeva un «Control numero 2». Janet si oppose: «Non volevo fare questo, ma qualcosa in cui credevo sul serio e di cui mi sentivo sicura».

### Genesi dell'opera
(Dall'introduzione dell'album)
L'album rappresentò una svolta significativa nella carriera dell'artista: oltre ai pezzi più leggeri sulle relazioni amorose, già presenti in Control, ospitò infatti brani di interesse sociale che affrontavano argomenti quali il superamento del razzismo tra bianchi e neri, le difficoltà dei bambini dei quartieri poveri nel trovare una collocazione all'interno della società e l'importanza dell'istruzione scolastica per le classi sociali subalterne per poter migliorare il loro stile di vita. Il titolo dell'album faceva riferimento al diritto all'istruzione per le donne, che fu riconosciuto negli Stati Uniti nel 1814. Il 1814 fu anche l'anno in cui venne composto l'inno nazionale statunitense The Star Spangled Banner; il riferimento all'inno è un suggerimento di come la musica, in questo caso identificata con l'inno nazionale, sia sovranazionale e possa superare i confini etnici. Alcuni notarono inoltre come "R" (Rhythm) e "N" (Nation) fossero rispettivamente la 18ª e la 14ª lettera dell'alfabeto inglese, ma Janet disse che si trattava di un caso.
La scelta della popstar di cantare brani dalle tematiche sociali fu criticata in un primo momento. Jimmy Jam raccontò che Janet si interessò di tematiche sociali dopo aver seguito al telegiornale un massacro in una scuola negli Stati Uniti. I brani Livin' in a World (They Didn't Make), Rhythm Nation e State of the World furono ispirati a questa tragedia. Il titolo "Rhythm Nation" fu concepito dalla cantante in una conversazione con i suoi produttori: «Pensai che sarebbe stato fantastico creare una nazione nostra» e aggiunse «che sarebbe stata una nazione con un messaggio positivo, in cui chiunque avrebbe potuto vivere». Lo scopo principale della cantante era sensibilizzare il pubblico più giovane. La Jackson si ispirò a Joni Mitchell, Bob Dylan, Tracy Chapman e agli U2, tutti artisti con un seguito già adulto e impegnato, ma anche a suo fratello Michael Jackson che, negli anni precedenti, aveva pubblicato sempre più canzoni con tematiche sociali, come We Are the World, We Are Here to Change the World e Man in the Mirror, la Jackson dichiarò: «Non sono così ingenua, so che un album o una canzone non cambieranno il mondo. Voglio solo, attraverso la mia musica e il mio ballo, indirizzare l'attenzione e gli sforzi della gente verso qualcosa che faccia in qualche modo la differenza».
Secondo la rivista Rolling Stone, il pubblico principale che la Jackson voleva raggiungere con il suo nuovo lavoro, era quello dei giovani afroamericani:
(Janet Jackson, intervista a Rolling Stone, 22 febbraio 1990)

### Produzione e registrazione
Rhythm Nation 1814 fu registrato nel corso di sette mesi ai Flyte Tyme Studios di Minneapolis, principalmente nell'inverno 1988. Secondo Jimmy Jam, lui, Lewis e la Jackson si isolarono per dedicarsi all'album. Nessun delegato della A&M Records fu invitato a partecipare alle sessioni in studio. Il trio produsse i brani Rhythm Nation, State of the World, Alright, Escapade, Come Back to Me e Someday Is Tonight. Cinque brani furono scritti e prodotti da Jam e Lewis senza la Jackson: The Knowledge, Miss You Much, Love Will Never Do (Without You) e Livin' in a World (They Didn't Make), mentre Black Cat fu scritto dalla sola Janet e prodotto da Jellybean Johnson. John McClain fu il produttore esecutivo dell'album. Il disco faceva grande uso di sintetizzatori e batteria. Jam e Lewis aggiornarono il loro materiale di studio provando nuovi strumenti tra batterie e tastiere. Se Control faceva grande uso del LinnDrum, le canzoni di Rhythm Nation 1814 furono registrate con un E-mu SP-1200, strumento tipico della musica hip hop di quegli anni. Il sintetizzatore analogico Oberheim OB-8 e altri della Sequential Circuits furono utilizzati durante il missaggio e l'incisione. L'unico strumento usato in Control presente anche in Rhythm Nation 1814 fu una tastiera Ensoniq Mirage. Per prime furono registrate le basi di Miss You Much, Love Will Never Do (Without You) ed Escapade, considerate più vicine alle «orecchiabili canzoni movimentate» che la Jackson, Jam e Lewis avevano realizzato per Control, «un perno della musica dance e pop degli anni Ottanta».
Jam ricordò come la cantante amasse registrare la parte vocale con un solo scheletro della canzone, e che altri strumenti fossero aggiunti in un secondo momento, in modo che la sua voce ricoprisse un ruolo centrale. «Janet ha registrato anche tutti i cori e non solo la voce principale. Lei ama cantare tutte le parti, è un disco cantato da Janet al cento per cento». Nella traccia Rhythm Nation la sua voce va da Sib3 a un Sol5. Il musicologo Richard J. Ripani notò come l'album sia un compendio di rhythm and blues contemporaneo «che fa uso di elementi comuni a tutto il genere rhythm and blues, come i campionamenti in loop di Thank You (Falettinme Be Mice Elf Agin) di Sly and the Family Stone, swing triplicati, parti rappate e note blues (re e sol naturali)». Jon Pareles notò come l'album si adattasse a vari formati radiofonici, dal pop alle ballate alla contemporanea adulta, fino al rock. Black Cat riscosse attenzione non solo per essere stata composta interamente da Janet Jackson, ma per allontanarsi dal resto del suo repertorio, in quanto un brano hard rock, prodotto da Jellybean Johnson e con Dave Berry alla chitarra, fu inciso con un misto di amplificatori Rockman e Marshall, per conferire alla canzone un sound heavy metal. Secondo Amanda Petrusich di The New Yorker, l'album racchiude numerosi generi musicali, tra cui l'hip hop (Alright), l'hard rock (Black Cat), il new jack swing (Rhythm Nation), il bubblegum pop (Escapade) e l'R&B (Somebody Is Tonight).

### Tematiche

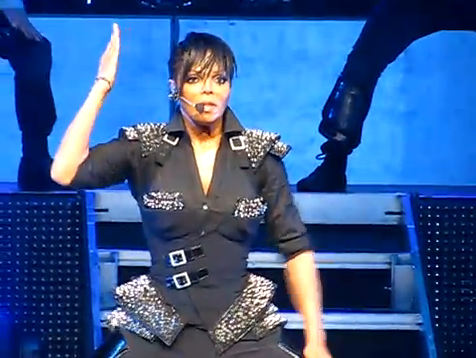
Janet Jackson interpreta Rhythm Nation nel 2011 durante lUp Close and Personal World Tour.

Le prime canzoni in scaletta affrontavano il tema delle ingiustizie sociali, mentre le ultime esploravano l'amore, le relazioni romantiche e la sessualità. L'omogeneità dell'album, dei singoli e dei video si rifletteva in immagini in bianco e nero, dominate da uno stile militare. Jam spiegò: «Mettere Rhythm Nation, Living in a World e The Knowledge come prime tre canzoni del disco serviva a stabilirne il tono. La continuazione doveva essere: «Avete afferrato il concetto? Bene. Ora si balla... e si passava a Miss You Much. Era una struttura voluta». Jam aggiunse che, per motivi puramente commerciali, sarebbe andata meglio «una bellissima foto a colori di Janet in copertina» e che «l'album si sarebbe dovuto chiamare Escapade, le prime tracce sarebbero potute essere Miss You Much, Love Will Never Do (Without You) ed Escapade, con Livin' in a World (They Didn't Make), The Knowledge e Rhythm Nation in chiusura, ma le immagini che si sarebbero venute a creare non sarebbero state le stesse». Kate Kelly scrisse che l'album «rivela una coscienza sociale, un interesse per l'istruzione, la demonizzazione delle droghe, l'importanza di avere accesso a vitto e alloggio. Si può pensare che siano argomenti poco importanti per la musica dance o per il pop radiofonico, ma la Jackson mette insieme le sue idee con un istinto dance che fa battere i cuori di chiunque si lanci in pista per ballare». Variety lo definì «quasi un concept album le cui prime tre canzoni parlano di criminalità, della diffusione del crack, di razzismo, senzatetto e analfabetismo infantile, non esattamente la ricetta ideale per far festa. E tuttavia il disco ha riscosso più successo di Control».
(Dalla chiusura dell'album)

## I video
L'album venne ampiamente promosso tramite dei video musicali elaborati e con grandi coreografie che vennero acclamati da pubblico e critica. I primi due singoli estratti, Miss You Much e Rhythm Nation, vennero accompagnati da due videoclip, collegati tra loro, girati in bianco e nero: entrambi presentavano coreografie elaborate mentre il secondo era caratterizzato da una complessa coreografia in stile militare. Entrambi i video facevano parte di un cortometraggio di 30 min. chiamato Rhythm Nation 1814 Film costruito utilizzando come colonna sonora tre brani dell'album, Miss You Much, The Knowledge e Rhythm Nation, che narra di due ragazzini, uno bianco e uno di colore, che per vivere fanno i lustrascarpe e aspirano a essere musicisti. Uno dei due ragazzini diventa vittima della droga e muore ucciso da uno spacciatore, lasciando solo e disperato l'amico. Nel 1990 vinse un Grammy Award nella categoria "Best Long Form Music Video" ("Miglior video di lunga durata"). Il video di Alright era ambientato invece negli anni '40 e vedeva anche la presenza del musicista Cab Calloway come guest star, mentre il video di Love Will Never Do (Without You) venne girato dal famoso fotografo delle top model, Herb Ritts, e per la prima volta mostrava una Janet con la pancia scoperta e in atteggiamenti sexy.

## Accoglienza
| Recensione        | Giudizio |
| ----------------- | -------- |
| Rolling Stone     |          |
| AllMusic          |          |
| Los Angeles Times |          |
| The Village Voice | A-       |

Il disco fu accolto positivamente dalla critica musicale, sebbene qualcuno si stupì dell'interesse della Jackson verso tematiche socio-politiche. Il Los Angeles Times definì l'album «intrigante ed eterogeneo», spaziando «dalla denuncia sociale a pezzi sensuali e provocanti, dalla musica dance a canzoni di influenza jazz e di musica brasiliana» aggiungendo che «vocalmente, [Janet] Jackson si espone di più - non nascondendosi dietro la magia tecnologica tanto quanto aveva fatto in Control. La sua voce, tuttavia, rimane in qualche modo sottile ed esile». Rolling Stone apprezzò l'interesse al sociale di Janet Jackson, «che abbandona un punto di vista egoista per uno più universale, invitandoci a fare lo stesso». La testata lodò l'equilibrio di «disperazione e ottimismo, frustrazione e speranza» contenuto nelle tracce dalle tematiche sociali. Keyboard Magazine definì il disco «una potente testimonianza di integrazione razziale, responsabilità sociale e integrità personale». Il The Boston Globe paragonò il disco della Jackson ai lavori degli Aerosmith e di Billy Joel, definendolo «un disco dance con una coscienza sociale impenitente, che tratta i temi di droga, senzatetto, analfabetismo e ribellione adolescenziale. La Jackson si è spinta molto oltre l'immagine superficiale di cantante dance, attirando l'interesse di quegli amanti del rock e del rap che di solito voltano la testa dall'altra parte». Il San Francisco Chronicle considerò l'album il degno successore di Control: «a cavallo tra i due estremi del romanticismo e dell'impegno sociale a portata di tutti». In una recensione del The New York Times Jon Pareles paragonò il disco ai Pink Floyd e a The Dark Side of the Moon (1973) e ai Guns N' Roses con il loro Appetite for Destruction (1987), pur rimarcando come «la musica è compatta, cerca di mascherare imperfezioni e rivela ritmi artificiali e robotici; ma la voce tutta gola della signorina Jackson, accompagnata da cori di se stessa o armonie annacquate, non barcolla né s'infrange mai». Robert Christgau scrisse per The Village Voice: «La sua voce è incerta nel dichiarare vaghe pretese sociali come lo è nel dichiarare la sua posizione nei confronti della sessualità, ma la musica resta il messaggio».
A distanza di anni, l'album non manca di incontrare pareri favorevoli. Slant Magazine ha definito il disco «un capolavoro»: «La sua femminilità era più credibile, con un tocco di viva mascolinità, con un piglio più adulto, ma con una fanciullezza più spontanea. Si tratta di elementi necessari per il progetto di Janet di divenire portavoce di un'utopia multiculturale e internazionale». Sebbene abbia definito la voce della Jackson «friabile e fragile», AllMusic lodò lo spirito del disco, definendolo «pieno di perle» e dichiarando: «Per chi intenda acquistare il suo primo disco di Janet Jackson, Rhythm Nation merita persino di più di Control, e non è poco».

### Premi
Nel 1990 l'album ricevette 4 nomination ai Grammy Awards come Miglior strumentazione per Rhythm Nation, Miglior canzone femminile rhythm and blues per Miss You Much mentre il cortometraggio realizzato per accompagnare Rhythm Nation fruttò alla Jackson un Grammy per il Miglior video musicale di lunga durata. La cantante fu inoltre nominata come Miglior produttrice dell'anno, diventando la prima artista donna a venire nominata per questa categoria. L'anno successivo ricevette invece tre nomination per i singoli Alright e Black Cat.
Agli American Music Award del 1990 e del 1991, ricevette invece i premi come Artista femminile dance preferita, Artista femminile Pop/Rock preferita, Artista femminile Soul/R&B preferita, Singolo dance preferito e Singolo R&B preferito (entrambi per Miss You Much).
Dalla rivista Billboard ricevette invece i riconoscimenti come Top Hot 100 Singles Artist of the Year, Top Selling Album of the Year (Album più venduto dell'anno), Top Selling R&B Album of the Year (Album R&B più venduto dell'anno), Top Selling R&B Albums Artist of the Year, Top Selling R&B Artist of the Year (Artista R&B più venduta dell'anno), Top Dance Club Play Artist of the Year (Miglior artista di musica dence/club dell'anno) e Top Hot Dance 12" Singles Sales Artist of the Year.
Agli MTV Video Music Awards 1990 ricevette invece i premi come Miglior coreografia (per Rhythm Nation) e il prestigioso Video Vanguard Award mentre, lo stesso anno, l'artista venne onorata con una stella sulla Hollywood Walk of Fame.
Nel marzo 2021, l'album è stato inserito nel prestigioso National Recording Registry degli Stati Uniti venendo descritto come «tesoro audio degno di essere conservato per sempre in base alla sua importanza culturale, storica o estetica nel patrimonio sonoro registrato della Nazione».

## Tracce
1. Interlude: Pledge – 0:47
2. Rhythm Nation – 5:31 (Janet Jackson, James Harris III, Terry Lewis)
3. Interlude: T.V. – 0:22
4. State of the World – 4:48 (Janet Jackson, James Harris III, Terry Lewis)
5. Interlude: Race – 0:05
6. The Knowledge – 3:54 (James Harris III, Terry Lewis)
7. Interlude: Let's Dance – 0:03
8. Miss You Much – 4:12 (James Harris III, Terry Lewis)
9. Interlude: Come Back – 0:21
10. Love Will Never Do (Without You) – 5:50 (James Harris III, Terry Lewis)
11. Livin' in a World (They Didn't Make) – 4:41 (James Harris III, Terry Lewis)
12. Alright – 6:26 (Janet Jackson, James Harris III, Terry Lewis)
13. Interlude: Hey Baby – 0:10
14. Escapade – 4:44 (Janet Jackson, James Harris III, Terry Lewis)
15. Interlude: No Acid – 0:05
16. Black Cat – 4:50 (Janet Jackson)
17. Lonely – 4:59 (James Harris III, Terry Lewis)
18. Come Back to Me – 5:33 (Janet Jackson, James Harris III, Terry Lewis)
19. Someday Is Tonight – 6:00 (Janet Jackson, James Harris III, Terry Lewis)
20. Interlude: Livin'...in Complete Darkness – 1:07

Durata totale: 64:28

## Successo commerciale
L'album debuttò al numero 28 della Billboard 200, raggiungendo infine la posizione numero 1 e rimanendo in cima alla classifica per 4 settimane consecutive, vendendo 3 milioni di copie entro i primi 4 mesi dalla sua uscita e diventando l'album più venduto del 1990 negli Stati Uniti. La Recording Industry Association of America (RIAA) ha certificato l'album 6 volte disco di platino. A livello internazionale, l'album ha raggiunto il numero 1 in Australia, dove è stato certificato doppio platino dall'Australian Recording Industry Association (ARIA), e in Sudafrica. In Canada è entrato tra i primi 5 ed è stato certificato platino. L'album raggiunse il numero 4 nel Regno Unito, ricevendo una certificazione di platino. È anche entrato nella top ten del Giappone e della Nuova Zelanda, dove è stato certificato doppio platino e oro. Raggiunse la top 25 della Svezia, nonché la top 30 nei Paesi Bassi e in Germania. Ha anche ricevuto certificazioni d'oro in Svizzera e Hong Kong. In tutto si certificano vendite per oltre 12 milioni di copie in tutto il mondo.

## Classifiche
| Paese (1989–91)                      | Posizione massima |
| ------------------------------------ | ----------------- |
| Australia                            | 1                 |
| Canada                               | 5                 |
| Paesi Bassi                          | 28                |
| Germania                             | 39                |
| Giappone                             | 8                 |
| Nuova Zelanda                        | 9                 |
| Svezia                               | 24                |
| Svizzera                             | 23                |
| Regno Unito                          | 4                 |
| Billboard (USA)                      | 1                 |
| Album rhythm and blues/hip hop (USA) | 1                 |

### Classifiche di fine anno
| Anno (1990) | Posizione |
| ----------- | --------- |
| Stati Uniti | 1         |
| Anno (1991) | Posizione |
| Australia   | 13        |

### Classifiche di tutti i tempi
| Classifica  | Posizione |
| ----------- | --------- |
| Stati Uniti | 94        |